# Carolina Liar
Carolina Liar es una banda de rock estadounidense formada fuera de Los Ángeles. El vocalista líder Chad Wolf es originario de Charleston, Carolina del Sur, pero la banda y la mayoría de sus miembros son originario de Suecia.
La banda es conocida por las canciones I'm not over y Show Me What I'm Looking For
de su álbum de debut del 2008 Coming To Terms, producido por los productores suecos Martind Sandberg, Tobias Karlsson y Johan Schuster.
El 3 de marzo de 2009 su sencillo Show Me What I'm Looking For fue ofrecido en la iTunes Store como el sencillo gratis de la semana. Show Me What I'm Looking For también apareció en los comerciales de Fox Sports el MLB All-Star Game de 2009. En Australia la promoción del próximo sencillo Beautiful World ya había empezado en la radio y televisión. La fecha de lanzamiento aún no ha sido confirmada.

## Miembros de la banda
- Chad Wolf – Voz y guitarra
- Johan Carlsson – Teclado
- Jim Almgren Gândara – Guitarra
- Rickard Göransson – Guitarra
- Max Grahn – Batería
- Erik Hääger – Bajo
- Randy Lane – Batería (sustituto)

## Discografía
- Coming to Terms (2008)

### Sencillos
| Año  | Título                                       | Hot 100 | Alternative | Hot AC | IRMA | Álbum           |
| ---- | -------------------------------------------- | ------- | ----------- | ------ | ---- | --------------- |
| 2008 | "I'm Not Over"                               | 119     | 3           | -      | -    | Coming to Terms |
| 2008 | "Show Me What I'm Looking For"               | 67      | 28          | 8      | 1    | Coming to Terms |
| 2009 | "Beautiful World"                            | -       | -           | -      | -    | Coming to Terms |
| 2009 | "—" significa un lanzamiento que no enlistó. |         |             |        |      | Coming to Terms |

## Apariciones
- Jimmy Kimmel Live (12 de junio de 2008)[4]
- 90210 (3 de febrero de 2009, Estados Unidos)  (27 de abril de 2009, Reindo Unido)[5]
- MTV Spanking New Session (23 de junio de 2009)[6]
- BalconyTV Hamburg (8 de septiembre de 2009)[7]

## Apariciones en la cultura popular
- "Beautiful World" apareció en el final de la primera temporada del drama adolescente Gossip Girl.

- "California Bound" fue usado un episodio piloto del show 90210. La banda luego salió en el episodio Help Me Rhonda, tocando Show Me What I'm Looking For

- "Coming to Terms" fue usado para promover la sexta temporada del show One Tree Hill. Las canciones When You Are Near y Simple Life fueron usadas luego en el show.

- "Last Night" se usó en la banda sonora de Greek.

- "I'm Not Over" se usó en la banda sonora de UEFA Euro 2008, King of the Hill, 10 Things I Hate About You, Harper's Island, What Happens in Vegas,  Greek y The Vampire Diaries

- "Show Me What I'm Looking For" se usó en las bandas sonoras o promoción de: Overstock.com, Post Grad, 90210, Obsessed, the 2009 Major League Baseball All Star Game, The Time Traveler's Wife, The T.O. Show, Army Wives, WarioWare, Inc., y Kyle XY. Además apareció en el piloto de la ya cancelada serie, The Beautiful Life.